# طول جغرافیایی
طول جغرافیایی (به انگلیسی: Longitude) مختصات جغرافیایی شرقی-غربی است که در نقشه‌برداری و جهت‌یابی از آن استفاده می‌گردد. این مختصات، مکانی را بر اساس فاصله‌اش از یک نصف‌النهار اصلی نشان‌می‌دهد. عدد طول جغرافیایی، به صورت زاویه‌ای بین صفر و مثبت ۱۸۰ یا منفی ۱۸۰ درجه بیان می‌گردد. معمولاً (نه همیشه) برپایه قرارداد، اعداد مثبت نشان‌گر طرف شرق بودن نقطه نشان‌داده شده‌است.
در طول تاریخ مبداهای زمانی گوناگونی برای «نصف‌النهار اصلی» استفاده می‌شده‌است. تا اینکه در سال ۱۸۸۴ طی همایش جهانی نصف‌النهاری، قرار گذاشته‌شد تا بعد از این تنها از رصدخانه گرینویچ به عنوان مبدأ استفاده می‌گردد.
هر درجه جغرافیایی معمولاً به ۶۰ دقیقه بخش می‌گردد و هر دقیقه نیز به همین ترتیب از ۶۰ ثانیه تشکیل شده‌است؛ بنابراین یک صورت معمول نشان‌دادن طول جغرافیایی به صورت روبروست:‎ ۲۳° ۲۷′ ۳۰" E‏ البته این مقدار به صورت‌های دیگری نیز نشان داده‌می‌شود. (مثلاً ده‌دهی بیان کردن قسمت ثانیه)
زمین در مدت ۲۴ ساعت یک بار به دور خود می‌چرخد و کل زمین ۳۶۰ درجه طول جغرافیایی است. در نتیجه هر ۱۵ درجه تغییر طول جغرافیایی یک «ساعت» محسوب می‌شود. این امر مبنای تعیین مناطق زمانی است.
اگر ما دور زمین (حدود ۲۵٬۰۰۰ مایل یا ۴۰۲۳۴ کیلومتر) را به ۳۶۰ درجه تقسیم کنیم، فاصله هر درجه عرض جغرافیایی یا طول جغرافیایی با درجه دیگر بر روی سطح زمین بیش از ۶۹ مایل یا ۱۱۱ کیلومتر می‌شود. البته هنگامی که به شمال یا جنوب خط استوا حرکت می‌کنیم، فاصله بین خطوط طول جغرافیایی کوتاه‌تر می‌شود تا زمانی که آنها در واقع در قطب با هم تماس پیدا می‌کنند. در ۴۵ درجه شمال یا جنوب خط استوا، یک درجه طول جغرافیایی حدود ۴۹ مایل (حدود ۷۹ کیلومتر) است.

## طول نجومی
زاویه بین خط مماس صفحه استوای لحظه‌ای که در روی صفحه نصف النهار نجومی محل اندازه‌گیری می‌شود. یا زاویه بین نصف النهار نجومی گذرنده بر نقطه مورد نظر و نصف النهار نجومی گذرنده بر گرینویچ در جهت خلاف عقربه‌های ساعت از صفر تا ۲۴ ساعت بر روی صفحه استوا اندازه‌گیری می‌شود.
آزیموت نجومی (AZ):
زاویه بین نصف النهار نجومی گذرنده بر i و صفحه قائم گذرنده بر صفحه نشانه روی است در واقع زاویه بین امتداد شمال حقیقی و نقطه ایستگاه با امتداد نقطه نشانه روی (امتداد مورد تداول) و نقطه ایستگاه به مبدأ شمال که در جهت حرکت عقربه‌های ساعت از صفر تا ۳۶۰ اندازه‌گیری شده آزیموت نام دارد.
{\displaystyle \Delta _{\rm {long}}^{1}={\frac {\pi }{180^{\circ }}}a\cos \phi }
| φ   | Δ1 lat     | Δ1 long    |
| --- | ---------- | ---------- |
| ۰°  | 110.574 km | 111.320 km |
| ۱۵° | 110.649 km | 107.551 km |
| ۳۰° | 110.852 km | 96.486 km  |
| ۴۵° | 111.133 km | 78.847 km  |
| ۶۰° | 111.412 km | 55.800 km  |
| ۷۵° | 111.618 km | 28.902 km  |
| ۹۰° | 111.694 km | 0.000 km   |